# EncFS
EncFS es un sistema criptográfico de archivos gratuito. Trabaja de forma transparente, utilizando un directorio arbitrario como almacenamiento para los archivos cifrados. Hay dos directorios involucrados en el montaje de un sistema de archivos EncFS: el directorio fuente y el punto de montaje. Cada archivo en el punto de montaje tiene un archivo específico en el directorio de origen que le corresponde. El archivo en el punto de montaje proporciona la vista sin cifrar de la del directorio de origen. Los nombres de archivo están encriptados en el directorio fuente.

## Características
Tiene una serie de ventajas y desventajas en comparación con otros sistemas de encriptación. En primer lugar, no requiere implementar ningún privilegio de root; cualquier usuario puede crear un repositorio de archivos encriptados. En segundo lugar, no es necesario crear un solo archivo y crear un sistema de archivos dentro de ese, funciona en el sistema de archivos existente sin modificaciones.
Este no es el mejor método de encriptación, pero hay situaciones en las que es útil.

### Ventajas
- En Linux, permite el cifrado de carpetas de inicio como una alternativa a eCryptfs[6]
- Permite el cifrado de archivos y carpetas almacenados en la nube en sitios como Google Drive, Dropbox,  One Drive, etc.[7]
- Permite crear carpetas cifradas, las cuales se pueden editar y exportar, y también cambiar la contraseña.[8]

### Desventajas
- Los nombres de los archivos cifrados producidos por EncFS son más largos que los originales. Por lo tanto, cuando la longitud es cercana al máximo admitido por el sistema de archivos no pueden ser almacenados por EncFS, ya que excederían el límite de longitud después del cifrado. La mayoría de los sistemas de archivos limitan los nombres de archivo a 255 bytes, EncFS solo admite nombres de archivo de hasta 190 bytes.[9]
- Cualquiera que tenga acceso a la carpeta de origen puede ver cuántos archivos y carpetas hay en el sistema, los permisos, sus tamaños aproximados y las fechas de acceso y modificación, aunque no puede ver los nombres ni el contenido de los archivos.[10]

## Utilización
Se crean las siguientes carpetas en el directorio Home (si se omite este paso, las crea el propio programa)
```
mkdir -p ~/encriptado
mkdir -p ~/decriptado
```

La carpeta decriptado actúa como un punto de montaje para la carpeta encriptado, para llevar a cabo el proceso de montaje de ~/encriptado a ~/decriptado, se ejecuta la siguiente orden (si las carpetas no estás en el directorio Home, hay que escribir la ruta completa):
```
encfs ~/encriptado ~/decriptado
```

El programa pide al usuario que introduzca una opción: x modo experto, p paranoico (es uno de los más seguros ya que cuenta con cifrado AES de 256 bits y un bloque de 1024 bytes) y cualquier caracter o una línea vacía para el modo estándar. Finalmente se debe introducir la contraseña y su confirmación.
Para desmontar el volumen que encriptado se ejecuta la siguiente orden:
```
encfs -u ~/decriptado
```

Para modificar la contraseña:
```
encfsctl passwd ~/encriptado
```

## Algunas opciones
| Opción             | Explicación                                                 |
| ------------------ | ----------------------------------------------------------- |
| -i, --idle=MINUTOS | Desmontaje automático después de un periodo de inactividad  |
| -v, --verbose      | Permite visualizar la información que está siendo ejecutada |
| -f, --verbose      | Habilita el uso de EncFS en primer plano                    |